# Bartolomeo Porcia
Bartolomeo Porcia, der Familienname manchmal auch Portia geschrieben, (* 1525 (?) in Udine; † 12. August 1578 in Prag) war Apostolischer Nuntius.

## Biografie
Bartolomeo, Angehöriger des Grafengeschlechts Porcia aus Friaul, studierte in Padua und Bologna. 1566 erhielt er durch Karl Borromäus die Priesterweihe. Er war ab 1568 zunächst Visitator des Patriarchen von Aquileia Daniele Barbaro. Als Nuntius für Bayern, Salzburg, Tirol und Steiermark seit 1573 trat er in Kontakt mit Herzog Albrecht V. von Bayern und dem Fürsten Ferdinand II. in Tirol. Er visitierte das Bistum Regensburg unter Bischof David Kölderer von Burgstall. Der Visitationsbericht im Zusammenhang mit dem Konzil von Trient und der Gegenreformation vom 20. August 1573 bezeichnet die Zustände in den Klöstern als die „verkommensten“ in Deutschland. Der Missstände nahm sich kurz darauf Felizian Ninguarda an. 1576 war Portia Berater des Kardinals Giovanni Morone auf dem Regensburger Reichstag, 1577 bis 1578 war er Nuntius in Köln, 1577 zugleich auch am Kaiserhof. Bartolomeo war ein Freund und Förderer des Dichters Torquato Tasso.
Eine Ansprache vor dem Papst am Aschermittwoch 1562 wurde noch im gleichen Jahr in Dillingen gedruckt. Die Akten seiner süddeutschen Nuntiatur wurden durch das Preußische Historische Institut in Rom im Rahmen seiner Nuntiaturberichte herausgegeben und in den 1970er Jahren nachgedruckt.